# Pierre Trouillez
Pierre Trouillez (Anderlecht, 18 juni 1946) is een Belgisch kerkhistoricus, theoloog en priester die als docent kerkelijke oudheid en dogmatiek verbonden is aan meerdere Belgische bisdommen.
In 1968 behaalde hij zijn kandidatuur wijsbegeerte en letteren, Germaanse filologie aan de Katholieke Universiteit Leuven. Vier jaar later, in 1972, werd hij in het aartsbisdom Mechelen-Brussel tot priester gewijd. In 1994 promoveerde Trouillez in Leuven tot doctor in de godgeleerdheid.
Vanaf 1979 was hij docent kerkgeschiedenis en dogmatiek verbonden aan het Grootseminarie van Hasselt. In de periode 1987-1995 was hij verbonden aan het centrum voor Kerkelijke Studies te Leuven, vanaf 1995 aan het Theologicum van het Diocesaan Seminarie Mechelen. Tot 2001 was hij als docent verbonden aan het Hoger Instituut voor Godsdienstwetenschappen in Brussel (Ganshoren). Tevens is Trouillez verbonden aan de Hogere Instituten voor Godsdienstwetenschappen van de bisdommen Hasselt en Antwerpen.
Trouillez is de auteur van twee kerkhistorische boeken over de vroege middeleeuwen. In 2010 verscheen van zijn hand De Germanen en het christendom. Een bewogen ontmoeting (5e-7e eeuw), zes jaar later gevolg door De Franken en het christendom (550-850). Een rechte lijn.
- Gemeinsame Normdatei: 1014897084
- International Standard Name Identifier: 0000 0000 4075 6858
- Library of Congress Control Number: n2004092488
- Nederlandse Thesaurus van Auteursnamen: 167921568
- Virtual International Authority File: 33854403
- WorldCat: E39PBJhd6XvmvCCbPBWqMbh8md